# Liste der Baudenkmäler in Kleinostheim
Auf dieser Seite sind die Baudenkmäler in der unterfränkischen Gemeinde Kleinostheim zusammengestellt. Diese Tabelle ist eine Teilliste der Liste der Baudenkmäler in Bayern. Grundlage ist die Bayerische Denkmalliste, die auf Basis des Bayerischen Denkmalschutzgesetzes vom 1. Oktober 1973 erstmals erstellt wurde und seither durch das Bayerische Landesamt für Denkmalpflege geführt wird. Die folgenden Angaben ersetzen nicht die rechtsverbindliche Auskunft der Denkmalschutzbehörde.
 Diese Liste gibt den Fortschreibungsstand vom 6. Januar 2025 wieder und enthält 7 Baudenkmäler.

## Baudenkmäler nach Ortsteilen

### Kleinostheim
| Lage                                          | Objekt                               | Beschreibung | Akten-Nr.             | Bild                               |
| --------------------------------------------- | ------------------------------------ | --- | --------------------- | ---------------------------------- |
| Aschaffenburger Straße 1 (Standort)           | Teile der alten Pfarrkirche von 1708 | Im Rathaus von 1953 verbaut | D-6-71-136-1 Wikidata | weitere Bilder                     |
| Bahnhofstraße 75 a (Standort)                 | Bahnhof                              | Zweigeschossiger Satteldachbau mit Geschossgesims, Rotsandstein, um 1855 | D-6-71-136-2 Wikidata | weitere Bilder                     |
| Hörsteiner Straße 2 (Standort)                | Altarbildstock                       | Auf Betonsockel gemauerte Nische, abgeschlossen mit Metallgittertüren | D-6-71-136-6 Wikidata | BW                                 |
| Kirchplatz 4 (Standort)                       | Kath. Pfarrkirche St. Laurentius     | Bruchsteinbau mit mächtigem Eingangsturm, kreuzförmiger Grundriss mit Satteldächern, innen mit parabelförmigem Tonnengewölbe und Seitennischen, Altarinsel innerhalb der Vierung, 1948-1951 von Hans Schädel; mit Ausstattung | D-6-71-136-7          | Kath. Pfarrkirche St. Laurentius   |
| Schillerstraße 63 (Standort)                  | Steinkreuz                           | Hoher Schaft mit kurzem Querbalken, Korpus (wohl erneuert), roter Mainsandstein, bezeichnet „1624“ | D-6-71-136-3 Wikidata | BW                                 |
| Am Lachweg rechts (Standort)                  | Feldkreuz, sogenanntes Rotes Kreuz   | Kruzifix über quaderförmigem Inschriftensockel, Viernageltypus, Sandstein, Kruzifix 1974 erneuert, Sockel bez. 1838(?) | D-6-71-136-5 Wikidata | Feldkreuz, sogenanntes Rotes Kreuz |
| Obere Rennstraße links, am Holzweg (Standort) | Bildstock                            | Obelisk-förmiger Schaft mit vierseitigem Aufsatz, Kreuzigungsrelief | D-6-71-140-2 Wikidata | BW                                 |